# برج الثور الصيني
 الثور  ( 牛 ) هو واحد دورة ال12 عاما من الحيوانات التي تظهر في الأبراج الصينية وهي مرتبطة بالتقويم الصيني. وتدل على سنة الثور الحروف الأرضية الصينية 丑. وفي البروج الفيتنامية، يرمو جاموس الماء مكان الثور.

## السنوات والعناصر الخمسة
وها هي قائمة السنوات حسب العناصر
- 19 فبراير1901 – 7 فبراير1902: الثور الأرضي
- 6 فبراير1913 – 25 يناير 1914: الثور الناري
- 25 يناير 1925 – 12 فبراير1926: الثور المعدني
- 11 فبراير1937 – 30 يناير 1938:الثور المائي
- 29 يناير 1949 – 16 فبراير1950: الثور الخشبي
- 15 فبراير1961 – 4 فبراير1962: الثور المعدني
- 3 فبراير1973 – 22 يناير 1974: الثور الناري
- 20 فبراير1985 – 8 فبراير1986: الثور الخشبي
- 7 فبراير1997 – 28 يناير 1998: الثور المائي
- 26 يناير 2009 – 14 فبراير2010: الثور الأرضي
- 2021 – 2022: الثور المعدني
- 2033 – 2034: الثور المائي